# Jacqueline Quade
Jacqueline Ann Quade (* 1. Dezember 1997 in Fort Wayne, Indiana, Vereinigte Staaten) ist eine US-amerikanische Hallen- und Beachvolleyballspielerin.

## Karriere
Quade, die in ihrer Geburtsstadt Fort Wayne aufwuchs, begann zunächst als Hallenvolleyballspielerin. Bereits zu High-School-Zeiten erhielt sie in verschiedene Auszeichnungen als wertvollste Spielerin, 2015 war sie Kapitänin ihres Teams der Carroll High School. 2016 begann sie ein Marketingstudium an der University of Illinois, für deren Volleyballteam sie fortan spielte. In der ersten Saison erhielt sie u. a. die Auszeichnung Illini Athletics Female Newcomer of the Year und wurde in das Invitational All-Tournament Team berufen. 2017, 2018 und 2019 wurde sie in die landesweite Bestenauswahl gewählt. Mit dem Team schaffte sie 2018 den Einzug in Final Four um die Staatsmeisterschaft von Illinois.
Für ihr Lehramtsstudium (Master of Education) wechselte sie an die University of California. Dort wechselte sie auch von der Halle in den Sand und spielte in den Jahren 2020 und 2021 für die UCLA Bruins, das Beachvolleyball-Team der Universität. In der aufgrund der COVID-19-Pandemie verkürzten Saison 2020 blieb sie gemeinsam mit ihrer Partnerinnen Lindsey Sparks, Rileigh Powers, Cami Sanchez und Megan Muret in allen 11 Spielen ungeschlagen. Sie war damit eine von vier Spielerinnen, denen das in dieser Saison gelang.
Für die Saison 2021/22 unterzeichnete Quade einen Ein-Jahres-Vertrag beim deutschen Meister Dresdner SC und vollzog damit den Wechsel zurück zum Hallenvolleyball. Im September 2021 erlitt sie bei einem Vorbereitungsturnier in Polen ohne Fremdeinwirkung einen Kreuzband- und Meniskusriss im linken Knie, was einen Ausfall für die Saison 2021/22 bedeutete. Nach dem Ende der Saison 2021/22 wurde ihr Vertrag in Dresden nicht verlängert.